# Fafe (freguesia)

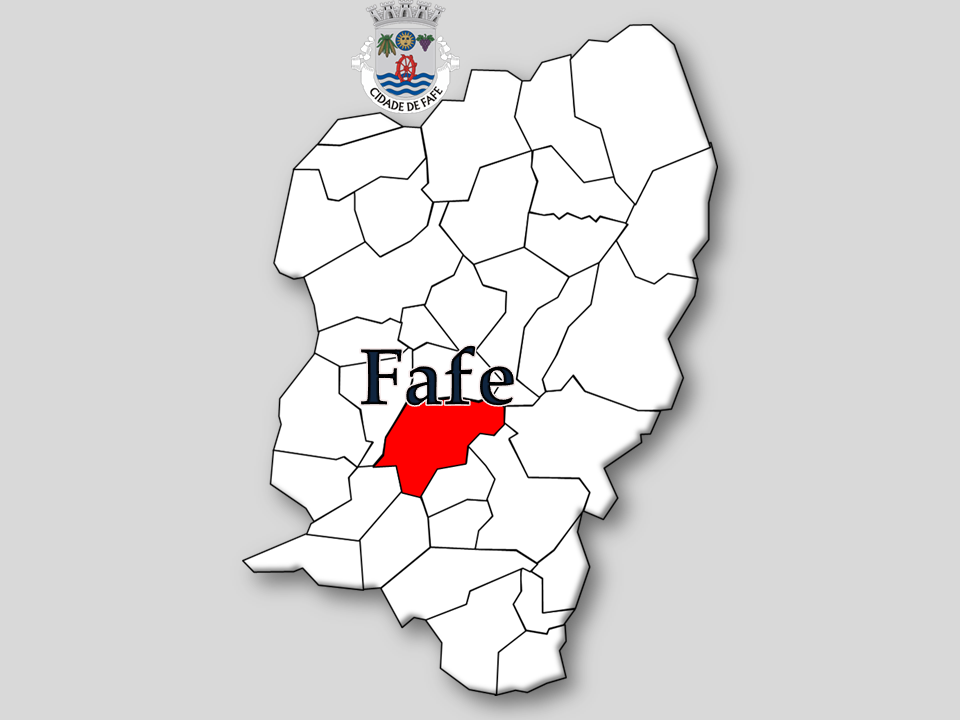
Localização da Freguesia de Fafe no Município de Fafe

A Freguesia de Fafe é uma freguesia portuguesa do Município de Fafe com 7,97 km² de área e 15 455 habitantes (censo de 2021), tendo, por isso, uma densidade populacional de 1 939,1 hab./km².

## Demografia
A população registada nos censos foi:
| Distribuição da População por Grupos Etários | Distribuição da População por Grupos Etários | Distribuição da População por Grupos Etários | Distribuição da População por Grupos Etários | Distribuição da População por Grupos Etários |
| -------------------------------------------- | -------------------------------------------- | -------------------------------------------- | -------------------------------------------- | -------------------------------------------- |
| Ano                                          | 0-14 Anos                                    | 15-24 Anos                                   | 25-64 Anos                                   | > 65 Anos                                    |
| 2001                                         | 2823                                         | 2423                                         | 8386                                         | 1691                                         |
| 2011                                         | 2411                                         | 1897                                         | 9044                                         | 2351                                         |
| 2021                                         | 1906                                         | 1627                                         | 8518                                         | 3404                                         |

## Património
- Fábrica de Fiação de Fafe
- Palacete do IEFP
- Castro de Santo Ovídio[5]
- Capela de Santo Ovídio[6][7]
- Casa de Santo Velho
- Teatro-Cinema de Fafe
- Jardim do Calvário
- Monumento da Justiça de Fafe
- Casas dos Brasileiros
- Parque da Cidade
- Parque do Porto Seguro
- Parque de lazer de Pardelhas
- Parque de lazer do Sol Poente
- Capela da Nossa Senhora de Fátima
- Igreja Nova de São José
- Igreja do Sagrado Coração de Jesus
- Igreja Matriz
- Capela de São João
- Capela do Senhor do Bonfim
- Arquivo Municipal
- Casa da Cultura

## Política

### Eleições autárquicas (Junta de Freguesia)
| Partido      | 1976 | 1976 | 1979 | 1979 | 1982 | 1982 | 1985 | 1985 | 1989 | 1989 | 1993 | 1993 | 1997 | 1997 | 2001 | 2001 | 2005 | 2005 | 2009 | 2009 | 2013 | 2013 |
| Partido      | %    | M    | %    | M    | %    | M    | %    | M    | %    | M    | %    | M    | %    | M    | %    | M    | %    | M    | %    | M    | %    | M    |
| ------------ | ---- | ---- | ---- | ---- | ---- | ---- | ---- | ---- | ---- | ---- | ---- | ---- | ---- | ---- | ---- | ---- | ---- | ---- | ---- | ---- | ---- | ---- |
| PS           | 37,8 | 5    | 49,2 | 10   | 54,8 | 11   | 49,8 | 7    | 55,6 | 8    | 59,1 | 9    | 51,7 | 8    | 58,1 | 8    | 52,4 | 8    | 60,9 | 9    | 26,1 | 4    |
| PPD/PSD      | 24,6 | 3    | 27,4 | 5    |      |      | 29,3 | 4    | 27,7 | 4    | 25,8 | 3    | 21,7 | 3    |      |      | 21,1 | 3    |      |      | 20,5 | 3    |
| CDS-PP       | 19,6 | 2    | 12,0 | 2    |      |      | 7,2  | 1    | 5,3  | -    | 4,0  | -    | 2,0  | -    |      |      | 2,9  | -    |      |      | 2,2  | -    |
| FEPU/APU/CDU | 14,3 | 1    | 9,2  | 2    | 5,6  | 1    | 11,5 | 1    | 9,0  | 1    | 8,1  | 1    | 3,7  | -    | 8,1  | 1    | 14,6 | 2    | 9,7  | 1    | 5,0  | -    |
| AD           |      |      |      |      | 37,2 | 7    |      |      |      |      |      |      |      |      |      |      |      |      |      |      |      |      |
| IND          |      |      |      |      |      |      |      |      |      |      |      |      | 18,4 | 2    | 28,2 | 4    |      |      |      |      | 41,3 | 6    |
| PSD-CDS      |      |      |      |      |      |      |      |      |      |      |      |      |      |      |      |      |      |      | 24,5 | 3    |      |      |